# 富蘭克林鎮區 (堪薩斯州傑克遜縣)
富蘭克林鎮區（英語：Franklin Township）為美國堪薩斯州傑克遜縣轄下的鎮區。2010年美国人口普查中此鎮區人口有1,022人。

## 地理
富蘭克林鎮區涵蓋總面積為86.2平方（33.29平方英里），其中陸地面積為84.0平方（32.45平方英里），水域面積為2.2平方（0.84平方英里）或2.52%。海拔高度343（1,125英尺）。

## 人口統計
根據2010年美國人口普查，富蘭克林鎮區人口有1,022人，其中男性有541人，女性有481人，人口密度為每平方公里11.86人，住房計393戶。鎮區內的白人有976人，非裔美國人有2人，美洲原住民有19人，亞裔美國人有7人，太平洋島裔美國人有0人，其他種族有0人，混血種族則有18人。此外鎮區內有12人為西班牙裔或拉丁裔美國人。此鎮區之年齡中位數為41.2歲，而男性年齡中位數為40.7歲，女性年齡中位數為41.5歲。

## 交通

### 主要公路
- 75號美國國道
- 16號堪薩斯州州道
- 116號堪薩斯州州道